# Van Dam-Ziekenhuis

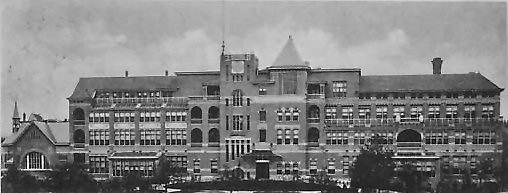
Het Diaconessenhuis in 1909

Het Van Dam-Ziekenhuis was een ziekenhuis in Rotterdam dat voortgekomen is uit het Diaconessenhuis in Rotterdam. Het Diaconessenhuis stamde uit het jaar 1892. De naam Van Dam kreeg het ziekenhuis in 1968 en verwijst naar de zusters Elisabeth en Maria van Dam die de bouw van het Diaconessenhuis financieel mogelijk hadden gemaakt.
Het Van Dam-Ziekenhuis was gevestigd aan de Westersingel 36-38 en werd gebouwd tussen 1931 en 1938, naar een ontwerp van Johannes Brinkman en Leendert van der Vlugt. Tussen 1957 en 1960 is het ziekenhuis uitgebreid door Van den Broek en Bakema.
In 1980 fuseerde het Van Dam-Ziekenhuis met het Rotterdamse Bethesdaziekenhuis en ging verder onder de naam Van Dam - Bethesda Ziekenhuis. Het Bethesdaziekenhuis werd na de fusie gesloopt. In 1990 is het ziekenhuis verhuisd naar Spijkenisse. Bij de verhuizing wijzigde men de naam in Ruwaard van Putten Ziekenhuis. Het verlaten ziekenhuis aan de Westersingel werd, met uitzondering van de zusterflat, gesloopt. Op de plaats van het Van Dam-Ziekenhuis staat nu het Rijndam revalidatiecentrum. Het Ruwaard van Putten Ziekenhuis in Spijkenisse ging in 2013 failliet. Het ziekenhuis maakt een doorstart als Spijkenisse Medisch Centrum.